# Solter gaudryi
Solter gaudryi is een insect uit de familie van de mierenleeuwen (Myrmeleontidae), die tot de orde netvleugeligen (Neuroptera) behoort. 
Solter gaudryi is voor het eerst wetenschappelijk beschreven door Navás in 1914.